# Bundesratswahl 1979
Am 5. Dezember 1979 fanden in der Schweiz die Gesamterneuerungswahlen des Bundesrates statt. Die beiden Kammern des neu gewählten Parlaments, die Vereinigte Bundesversammlung, wählten die Schweizer Regierung, den Bundesrat, für die von 1980 bis 1983 dauernde Amtszeit. Die Sitze wurden einzeln in der Reihenfolge des Amtsalters der Sitzinhaber bestellt. Aufgrund des Rücktritts von Rudolf Gnägi fand auch eine Ersatzwahl statt.

## Wahlen

### Erste Wahl (Sitz von Kurt Furgler, CVP)

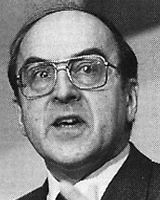
Kurt Furgler

Bundesrat Kurt Furgler (CVP) war seit Anfang 1971 Vorsteher des Justiz- und Polizeidepartements (EJPD). Er stellte sich als amtsältester Bundesrat als erster zur Wahl. 
|                         | 1. Wahlgang |
| ----------------------- | ----------- |
| ausgeteilte Wahlzettel  | 246         |
| eingegangene Wahlzettel | 246         |
| leer/ungültig           | 25/0        |
| gültig Total            | 221         |
| absolutes Mehr          | 111         |
| Kurt Furgler            | 206         |
| Verschiedene            | 15          |

### Zweite Wahl (Sitz von Willi Ritschard, SP)

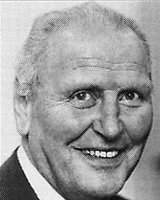
Willi Ritschard

Willi Ritschard (SP) wurde 1973 in den Bundesrat gewählt. Er war zuerst Vorsteher des Verkehrs- und Energiewirtschaftsdepartements und wechselte 1980 ins Finanzdepartement.
|                         | 1. Wahlgang |
| ----------------------- | ----------- |
| ausgeteilte Wahlzettel  | 244         |
| eingegangene Wahlzettel | 243         |
| leer/ungültig           | 24/0        |
| gültig Total            | 219         |
| absolutes Mehr          | 110         |
| Willi Ritschard         | 212         |
| Verschiedene            | 7           |

### Dritte Wahl (Sitz von Hans Hürlimann, CVP)

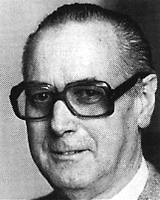
Hans Hürlimann

Hans Hürlimann (CVP) wurde am 5. Dezember 1973 als Nachfolger von Roger Bonvin in den Bundesrat gewählt. Er stand dem Eidgenössischen Departement des Innern (EDI) vor.
|                         | 1. Wahlgang |
| ----------------------- | ----------- |
| ausgeteilte Wahlzettel  | 246         |
| eingegangene Wahlzettel | 246         |
| leer/ungültig           | 18/1        |
| gültig Total            | 227         |
| absolutes Mehr          | 114         |
| Hans Hürlimann          | 214         |
| Verschiedene            | 13          |

### Vierte Wahl (Sitz von Georges-André Chevallaz, FDP)

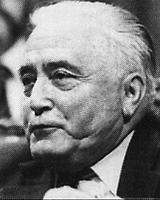
Georges-André Chevallaz

Georges-André Chevallaz (FDP) wurde 1973 als nichtoffizieller Kandidat der FDP-Fraktion in den Bundesrat gewählt. Er übernahm das Finanz- und Zolldepartement. Nach seiner Wiederwahl trat er auf den Beginn des Jahres 1980 die Nachfolge des abgetretenen Rudolf Gnägi als Vorsteher des Eidgenössischen Militärdepartements (EMD) an.
|                         | 1. Wahlgang |
| ----------------------- | ----------- |
| ausgeteilte Wahlzettel  | 244         |
| eingegangene Wahlzettel | 244         |
| leer/ungültig           | 40/1        |
| gültig Total            | 203         |
| absolutes Mehr          | 102         |
| Georges-André Chevallaz | 170         |
| Verschiedene            | 33          |

### Fünfte Wahl (Sitz von Fritz Honegger, FDP)

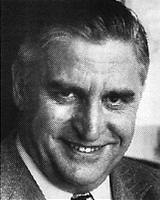
Fritz Honegger

Fritz Honegger (FDP) wurde 1977 als Nachfolger Ernst Bruggers in den Bundesrat gewählt. Er war Vorsteher des Volkswirtschaftsdepartements.
|                         | 1. Wahlgang |
| ----------------------- | ----------- |
| ausgeteilte Wahlzettel  | 243         |
| eingegangene Wahlzettel | 242         |
| leer/ungültig           | 22/1        |
| gültig Total            | 219         |
| absolutes Mehr          | 110         |
| Fritz Honegger          | 198         |
| Verschiedene            | 21          |

### Sechste Wahl (Sitz von Pierre Aubert, SP)

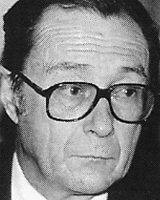
Pierre Aubert

Pierre Aubert (SP) wurde 1977 in den Bundesrat gewählt und stand seither dem Eidgenössischen Departement für auswärtige Angelegenheiten (EDA) vor. Sein schlechtes Resultat war unter anderem eine Folge davon, dass er in der eigenen Partei umstritten war. Der damalige Nationalrat René Felber wurde 1977 von der Neuenburger SP nominiert. Die Bundeshausfraktion zog ihm jedoch Ständerat Aubert vor. Der Neuenburger Staatsrat René Meylan war im bürgerlichen Lager beliebt.
|                         | 1. Wahlgang |
| ----------------------- | ----------- |
| ausgeteilte Wahlzettel  | 246         |
| eingegangene Wahlzettel | 246         |
| leer/ungültig           | 37/0        |
| gültig Total            | 209         |
| absolutes Mehr          | 105         |
| Pierre Aubert           | 124         |
| René Meylan (SP)        | 50          |
| René Felber (SP)        | 17          |
| Verschiedene            | 18          |

### Siebte Wahl (Ersatzwahl von Rudolf Gnägi, SVP)

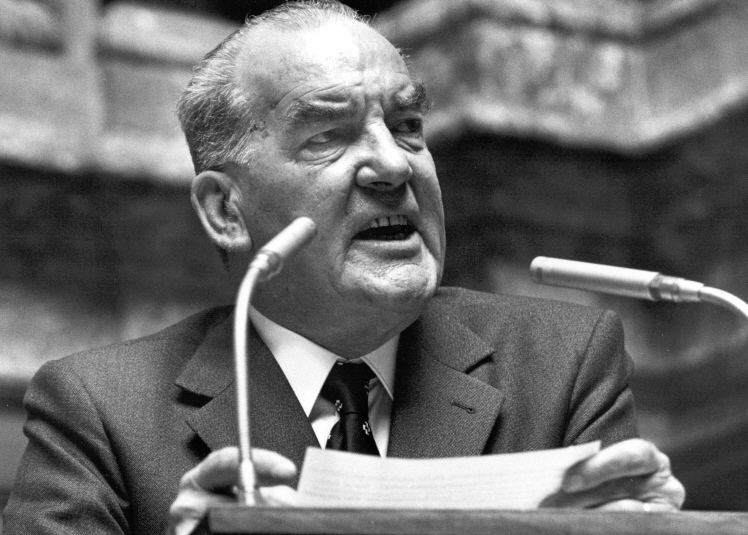
Rudolf Gnägi, zurücktretender Bundesrat (1979)

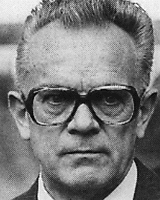
Leon Schlumpf, neugewählter Bundesrat

Rudolf Gnägi (SVP) wurde am 8. Dezember 1965 in den Bundesrat gewählt. Er übernahm das Verkehrs- und Energiewirtschaftsdepartement. 1968 wechselte er ins Militärdepartement.
Die Berner SVP (bis 1971 BGB) war seit der Wahl Rudolf Mingers 1929 ununterbrochen im Bundesrat vertreten. Nach dem Rücktritt Gnägis stand in der Partei jedoch kein Favorit bereit. Infrage kamen die Nationalräte Fritz Hofmann und Walther Hofer sowie die Regierungsräte Bernhard Müller und Werner Martignoni, der seit den Nationalratswahlen 1979 auch Mitglied des Nationalrats war. Hofer trat jedoch nicht an. Am Ende setzte sich innerhalb der Kantonalpartei Martignoni gegen Müller durch. Konkurrenz erwuchs der SVP Bern aus andern Kantonen. Der Thurgauer National- und Regierungsrat Hanspeter Fischer zog eine Kandidatur in Betracht, verzichtete aber schliesslich. Die Bündner SVP trat hingegen mit ihrem Ständerat Leon Schlumpf an. Schlumpf war im Gegensatz zu Martignoni, der der konservativen BGB entstammte, ein Vertreter der eher progressiven Demokratischen Partei. Diese beiden politischen Strömungen hatten 1971 zur SVP fusioniert, und Schlumpf war daran massgeblich beteiligt. Da beide Kandidaten in der Fraktion gleich viele Stimmen erhielten, wurde der Bundesversammlung ein Doppelvorschlag unterbreitet. Schlumpf konnte sich im Parlament deutlich durchsetzen.
|                         | 1. Wahlgang |
| ----------------------- | ----------- |
| ausgeteilte Wahlzettel  | 246         |
| eingegangene Wahlzettel | 246         |
| leer/ungültig           | 4/1         |
| gültig Total            | 241         |
| absolutes Mehr          | 121         |
| Leon Schlumpf           | 159         |
| Werner Martignoni (SVP) | 72          |
| Verschiedene            | 10          |

## Wahl des Bundeskanzlers

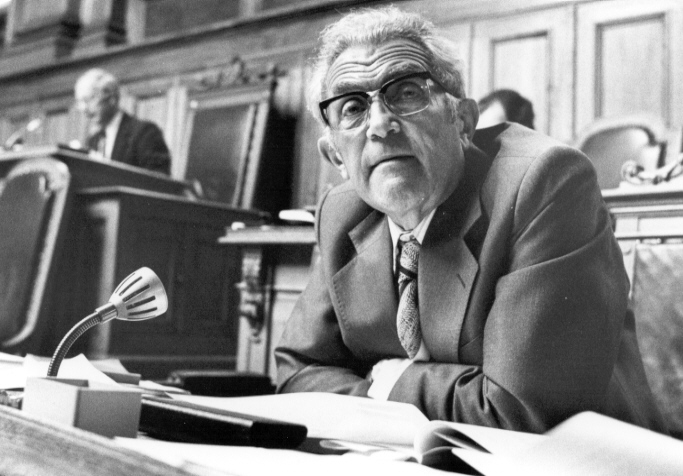
Karl Huber (1979)

Der amtierende Bundeskanzler Karl Huber (CVP) trat zur Wiederwahl an und wurde mit 165 Stimmen im Amt bestätigt. Einige wenige Stimmen erhielt auch Vizekanzler Walter Buser (SP), der eineinhalb Jahre später zu seinem Nachfolger gewählt wurde.
|                         | 1. Wahlgang |
| ----------------------- | ----------- |
| ausgeteilte Wahlzettel  | 217         |
| eingegangene Wahlzettel | 215         |
| leer/ungültig           | 25/0        |
| gültig Total            | 190         |
| absolutes Mehr          | 96          |
| Karl Huber              | 165         |
| Walter Buser (SP)       | 17          |
| Verschiedene            | 8           |

## Wahl des Bundespräsidenten
Georges-André Chevallaz wurde mit 183 Stimmen zum Bundespräsidenten für das Jahr 1980 gewählt.
|                         | 1. Wahlgang |
| ----------------------- | ----------- |
| ausgeteilte Wahlzettel  | 244         |
| eingegangene Wahlzettel | 244         |
| leer/ungültig           | 22/6        |
| gültig Total            | 216         |
| absolutes Mehr          | 109         |
| Georges-André Chevallaz | 183         |
| Verschiedene            | 33          |

## Wahl des Vizepräsidenten
Kurt Furgler wurde mit 156 Stimmen zum Vizepräsidenten gewählt.
|                         | 1. Wahlgang |
| ----------------------- | ----------- |
| ausgeteilte Wahlzettel  | 233         |
| eingegangene Wahlzettel | 231         |
| leer/ungültig           | 32/5        |
| gültig Total            | 194         |
| absolutes Mehr          | 98          |
| Kurt Furgler            | 156         |
| Verschiedene            | 38          |